# بانص
بانص قرية سوريّة تتبع إداريّاً لمحافظة حلب منطقة جبل سمعان ناحية الزربة، بلغ تعداد سكانها 2,539 نسمة حسب التعداد السكاني لعام 2004. والعدد المتوقع حوالي 3500 بحلول 2018 .ا

## الموقع الجغرافي
تبعد قرية بانص مسافة 30 كيلو متر (خط نظر) عن مدينة حلب وتقع جنوبها على امتداد سهول ريف حلب الجنوبي التي يمر من خلالها نهر قويق 
كما تعد نقطة الوصل بين قرى سبخة المطخ وقرى ريف حلب الجنوبي الغربي.

## التركيبة السكانية
تغلب الصبغة العشائرية على سكان قرية بانص، حيث يعود نسب أغلب عائلات البلدة لعشائر عربية عدة كعشيرة البوعيسى والبوشعبان.و تُعد عائلتي الخلف والخليفة أكبر عوائل البلدة.

## النشاط الزراعي والتجاري
يعتمد قسم كبير من سكان البلدة في معيشتهم على ما تنتجه محاصيلهم الزراعية. وتملك البلدة أراضي زراعية خصبة يتم سقايتها من نهر قويق الذي يمر بالقرب من القرية بالإضافة للينابيع الجوفية. ومن أشهر المحاصيل الموسمية التي تشتهر بها قرية بانص: القمح، الشعير، الذرة البيضاء، والقطن. والكمون.الحمص.العدس إلا أن ارتفاع تكاليف الزراعة دفع شبان القرية إلى الهجرة.

## قرية بانص والثورة السورية
تفاعلت قرية بانص مع مجريات الثورة السورية بخجل في السنة الأولى منها، حيث شاركت بعدد محدود من المظاهرات ضد النظام السوري حتى اقدم الجيش السوري الحر وفصائل الثوار بطرد قوات النظام من المنطقة في منتصف عام 2012 حيث شهدت بعدها مظاهرات عديدة تناهض النظام السوري فيها تعرضت قرية بانص لقصف النظام بمختلف أنواع الأسلحة مرات عديدة أشدها عندما اقتحمت المليشيات الريف الجنوبي حيث تم استهداف القرية بكافة أنواع الاسلحة المحللة والمحرمة دوليا كما قدمت قرية بانص العديد من الشهداء في معارك الريف الجنوبي وادلب وباقي المناطق 
يذكر ان قرية بانص نالت نصيبها من الاعتقالات التعسفية بحق ابنائها 
وفي الشهر الحادي عشر من عام 2015 قامت قوات النظام السوري مدعومة بالعديد من الميليشات العراقية والأفغانية واللبنانية مع قوات من فيلق القدس الإيراني بقيادة قاسم سليماني بتدمير القرية بمختلف أنواع الأسلحة وتهجير سكانها إلى أرياف حلب وادلب. ولتتمكن بعدها من اقتحام القرية إلى ان اعاد الثوار عليهم الكرة وسيطرو على القرية بعد ان كبدوهم خسائر فادحة وبعد فترة وجيزة تم تحرير بلدة العيس المحاذية لها وبعض القرى الأخرى خلصة خان طومان زيتان برنة الحميرة القراصي وبعض المزارع والوضع على ماهو عليه إلى الآن.